# Ласкари, Ирина Кирилловна
Ири́на Кири́лловна Ласка́ри (урождённая Магу́то; род. 22 мая 1948, Ленинград, СССР) — советская актриса, театральный педагог, заслуженная артистка РФ (1992).

## Биография
Родилась 22 мая 1948 года в Ленинграде. Актриса Санкт-Петербургского кукольного театра сказки «У Московских ворот», театральный педагог, доцент факультета театра кукол Санкт-Петербургской академии театрального искусства. Записала серию развивающих видео для детей.

### Семья
- Муж — Кирилл Ласкари (1936—2009), артист балета, балетмейстер, заслуженный деятель искусств РФ (2002).
- Сын — Кирилл Ласкари-младший (Кира Ласкари; род. 11 августа 1977), сценарист, писатель и поэт, директор по маркетингу и промо телеканала «Пятница!» в 2013—2017 годах[1][2][3].

## Фильмография
1. 1974 — Соломенная шляпка — Виржини, служанка Бопертюи
2. 1977 — И это всё о нём — Вероника Андреевна Звягинцева, учительница (в титрах — И.Могуто)
3. 1978 — Однофамилец — администратор научной конференции

### Видео для детей
- «Вместе с Фафалей. Математика для малышей и ерунда всякая» (1999)
- «Немецкий для малышей с Фафалей» (2000)
- «Сказочный Эрмитаж» (2003)